# Lalim
Lalim est une paroisse civile portugaise (en portugais : freguesia) de la municipalité de Lamego dans le district de Viseu.

## Géographie
Lalim est située au sud de Lamego. Elle est arrosée par la Ribeira de Tarouca, rivière nommée d'après la ville limitrophe de Tarouca.

## Démographie
Lors du recensement de 2021, Lalim compte 659 habitants.